# شرط داوری
بر اساس شرط داوری دو طرف قرارداد توافق کرده و متعهد می‌شوند که در صورت بروز اختلاف، آن را از طریق داوری و خارج از دادگاه حل کنند و به دادگستری رجوع نکنند.
شرط داوری ممکن است به صورت یک شرط ضمن عقد در قرارداد گنجانده شود یا آنگه در سند مستقلی به قرارداد اصلی ضمیمه شود.
شرط داوری ممکن است خاص یا عام باشد. شرط داوری خاص محدودیتی در اختلافاتی که منجر به رجوع به داور می‌شوند ایجاد می‌کند. اما با شرط داوری عام تمام اختلافاتی که در آینده حادث می‌شوند می‌بایست با روش داوری رفع شود.

## نمونه‌های شرط داوری
در بسیاری از قراردادهای تجاری بین‌المللی از شرط داوری اتاق بازرگانی بین‌المللی استفاده می‌شود:
arbitral]]